# Esselte
Esselte è un produttore di articoli per ufficio con sussidiarie in 25 paesi e vendite in oltre 120 paesi. Esselte produce raccoglitori, copertine, spillatrici, e accessori per computer sotto i marchi Esselte, Leitz, Oxford, Pendaflex, Rapid e Xyron. I clienti vanno dal grossista ai rivenditori diretti.
Fondata nel 1913 a Stoccolma, Svezia, Esselte è oggi una controllata del gruppo di Boston private equity J.W. Childs & Associates come acquisizione privata per circa 560 milioni di US$ nel 2002 dalla bostoniana Sequel Management (vedi sotto), e la società madre domiciliata in Lussemburgo. Prima dell'acquisizione di Esselte da parte di J.W. Childs, l'azienda era quotata alla Borsa di Stoccolma e alla London Stock Exchange.

## Storia
Fondata nel 1913, quando 13 tipografi svedesi si associarono creando la Sveriges Litografiska Tryckerier (SLT) nel 1970 la compagnia si rinominò Esselte, rispecchiando la pronuncia dell'abbreviazione. Nel 2002, la bostoniana private equity J.W. Childs & Associates comprò Esselte per circa 560 milioni di dollari in transazioni origine di Jonathan Slater della Sequel Management di Boston.

### Acquisizioni
Nel 1978, Esselte acquisì la DYMO Corporation che crebbe fino a raggiungere un fatturato di 225 milioni di dollari nel 2005 e poi fu venduta alla Newell Rubbermaid per 730 milioni di US$ (più di 1,3 volte il prezzo pagato da J.W. Childs per Esselte nel 2002). Nel 1998, l'azienda comprò la Leitz. Nel 2010, Esselte acquisì la Isaberg Rapid, svedese, e la Ampad, statunitense.